# ホンダ・ポートカブ

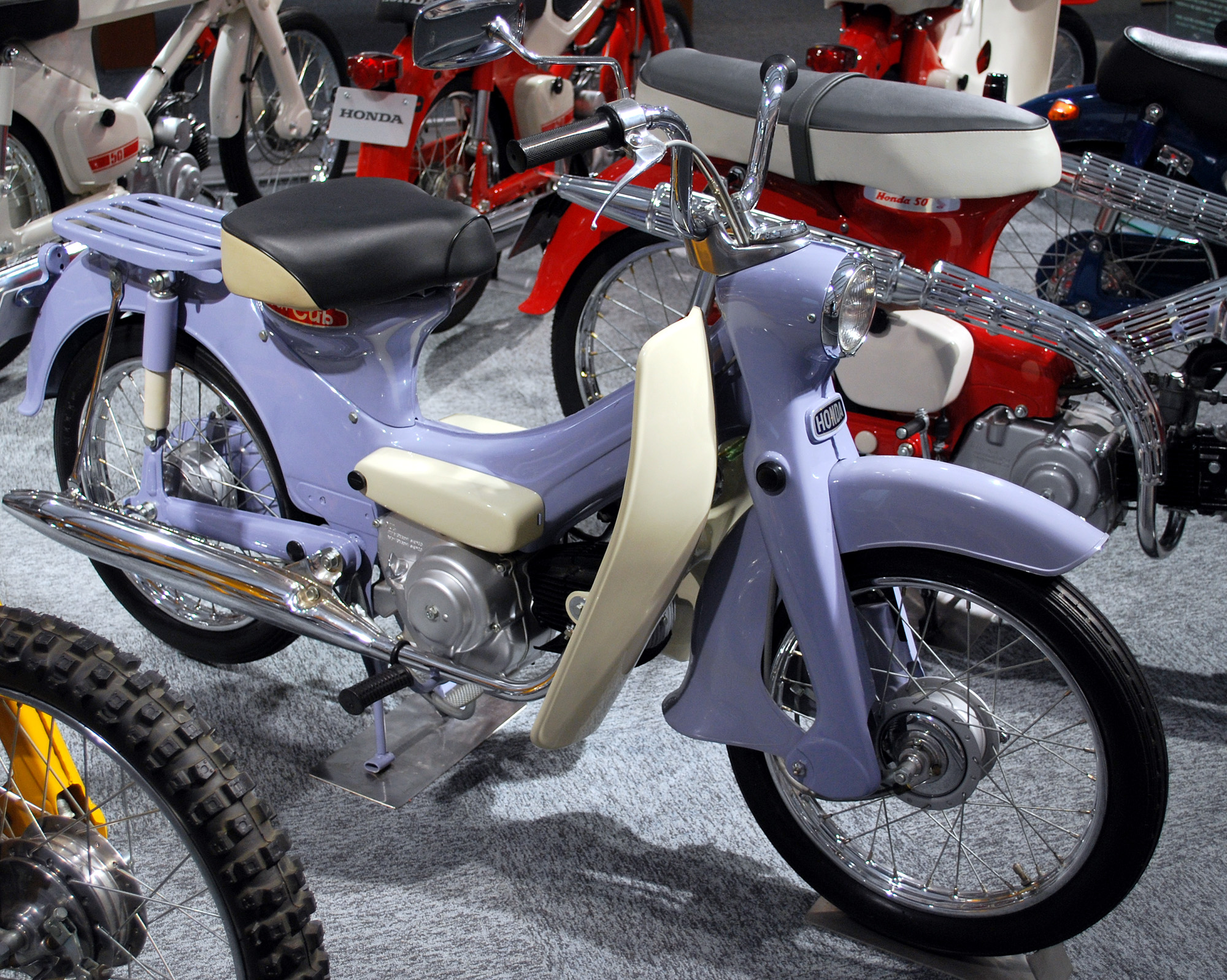
ポートカブC240

ポートカブ（Port Cub）は、本田技研工業がかつて製造販売していたオートバイである。

## 概要
1962年7月発売。女性や年配ユーザーを主なターゲットとしたスーパーカブC100の廉価版である。型式はC240。車名は「世界のどこの港（Port）にもあるくらい普及してほしい」という願いを込めたものである。
しかし、1964年に販売不振のため製造中止。

## 車両解説
スーパーカブをベースに新設計されたものであるが、ビジネスユース（酷使）を想定しておらず、以下の変更を実施した。
- 発進用・走行用の2段トランスミッション搭載
- キックスターターは非折畳式を左側に装備
- 溶接簡略化と材料削減のためプレス加工一体型アンダーボーンフレームを採用
- 通常のハイプ型アップハンドルを装着
- 前後ホイールを15インチ化
- 尾灯ならびに方向指示器を省略しリフレクターを装着[注 1]。

### 遍歴
- 1962年7月
  - 価格43,000円で発売[注 2]
- 1963年
  - マイナーチェンジ
- 1964年
  - 製造中止